# 斯托宁顿公馆
37°50′59″S 145°01′43″E / 37.8496°S 145.0285°E
斯托宁顿公馆 （英语：Stonington Mansion、Stonnington Mansion）是位于澳大利亚墨尔本东郊马尔文区（Malvern）的私人住宅和历史古迹，曾被作为维多利亚州总督府。这所坐落于翡丽谷道336号（336 Glenferrie Road）的豪宅是由商人约翰·瓦格纳 (John Wagner) 在1890年委托建造。由于该建筑在当地的重要历史价值，其名字也被用于命名其所在的市——斯托宁顿市。

## 瓦格纳家族私宅时期
斯托宁顿公馆建于1890年  。公馆的第一位主人约翰·瓦格纳是当时澳洲曾经盛极一时的运输公司Cobb and Co的合伙人之一。他委托来自英国伦敦的建筑师查尔斯·德布罗（Charles D'Ebro）以杂糅了意大利风格和维多利亚风格的手笔建造了这所宅邸。 而这座宅邸的命名，则是缘由自瓦格纳的妻子玛丽的出生地——美国康涅狄格州的斯托宁顿。直到 1901 年去世，瓦格纳先生和他的家人一直住在这所房子里。 

## 州总督府时期
1901年，澳大利亚在各殖民地的基础上建立了联邦，而墨尔本成为了新生的联邦政府的第一个所在地，原为维多利亚殖民地总督府的墨尔本总督府升格成为了澳大利亚总督的总督府，维多利亚州的总督因而需要另觅新馆开府行仪。   在这个背景下，1901年，第一任主人刚刚去世的斯托宁顿公馆被维多利亚政府租用为作为维多利亚州总督的府邸。这份租约一共被续签了27年，直到政府最终于1928年将公馆连同其所有家具装饰物品一起买下，斯托宁顿公馆也正式从私宅变成了官有财产。 斯托宁顿公馆作为维多利亚州总督府的身份一直持续到1931年。  在这段时间里，这所公馆迎来送往了许多名人和贵族王工，包括内莉梅尔巴女爵（头像印在100澳元面额纸钞上的澳洲国宝级女高音）、约克公爵和公爵夫人（后来的乔治六世国王和伊丽莎白女王）、威尔士亲王（后来的爱德华八世国王）、童军运动创始者贝登堡勋爵，英军元帅基齐纳伯爵、澳洲的民族英雄约翰·莫纳什爵士、 媒体大亨基斯·默多克爵士和极地探险家欧内斯特·沙克尔顿 爵士。 
1925年，时任州总督斯特德布鲁克伯爵的9岁儿子克里斯托弗·劳斯 (Christopher Rous), 因白血病在斯托宁顿公馆不幸去世，而后被被安葬在这公馆院内。根据一些都市传说，他的鬼魂仍然在这所房子里出没。 

## 学校和医院时期
1931年，由于澳洲总督迁往新首都堪培拉，维多利亚州总督终于可以迁回阔别了二十多年的墨尔本总督府，州政府于是将这座公馆租给了当地的圣玛格丽特学校办学。公馆作为学校的时间一直持续了7年。 1938年，维多利亚州政府收回了公馆所在的土地，并指令维多利亚卫生部将其用作专门治疗小儿麻痹症的儿童医院。在第二次世界大战期间，卫生部允许澳大利亚红十字会使用斯托宁顿公馆作为疗养基地帮助受伤士兵康复。 
1957年，维多利亚政府把这座公馆和这块土地从卫生部手中转划给了教育厅，并用作图拉克师范学院（Toorak Teachers College）的校园。但直到 1958年，卫生部的一些服务设施依然在公馆里办公。 1962年，师范学院将所有教学设施搬出公馆，在公馆旁开始建设一栋新的翼楼的同时也开始仅将公馆本身作为于行政楼使用，而该翼楼也于1968年完工。  1973年，图拉克师范学院成为维多利亚州立学院系统的一部分 ，并于1981年并入新成立的维多利亚学院。 
1991年，作为联邦政府于1988年宣布的道金斯教育改革的一部分，维多利亚学院并入迪肯大学。 这所刚成立17年的新大学成为了这座当时已经有百年历史的老公馆的新主人。

## 重归私宅
2006年，迪肯大学将斯托宁顿公馆和土地一并挂牌出售。 由于公馆对于当地历史有着极其重要的地位，相邻街区的居民对大学的做法表达了强烈的抗议。他们认为该公馆的所有权应该由政府机构保留，保留为公共空间，这样它才能避免其遭受破坏。  然而，2006年12月，这处占地三公顷的房产以3300万澳元的价格卖给了 Hamton Property Group 和 Industry Superannuation Property Trust 两家集团的合资企业。 
2007年6月，前维多利亚自由党主席，富商迈克尔·克罗格宣布他和其他澳大利亚富商成立了一个叫“墨尔本房客”（Melbourne Lodgers）的私人小团体，以搜罗全墨尔本能够供澳大利亚总理这个级别的显贵居住的豪宅。克罗格表示，斯托宁顿公馆在他们这个小团体的名单上有首屈一指的地位。 
2007年8月，公馆原占3公顷的所在地遭到房主分割。其中主要占地共1.3 公顷的地块，包括公馆主体和门楼，被作为私人住宅以约1800万澳元的价格卖给了艺术品经销商罗德尼·孟席斯（Rodney Menzies）。 
2008年6月，剩余的1.7公顷花园用地被一位来自悉尼的开发商以4500万澳元的价格收购。
2009年3月，公馆的前马厩，即原先的迪肯大学的斯通宁顿马厩艺术博物馆，被以大约400万澳元的价格单独出售。
2018年2月，罗德尼·孟席斯以5200万澳元的价格将这座公馆卖给了一位不愿意透露姓名的中国买家，打破了该州此前4000万澳元的住宅交易纪录，让斯托宁顿公馆登上了该州最昂贵的私宅的宝座。 

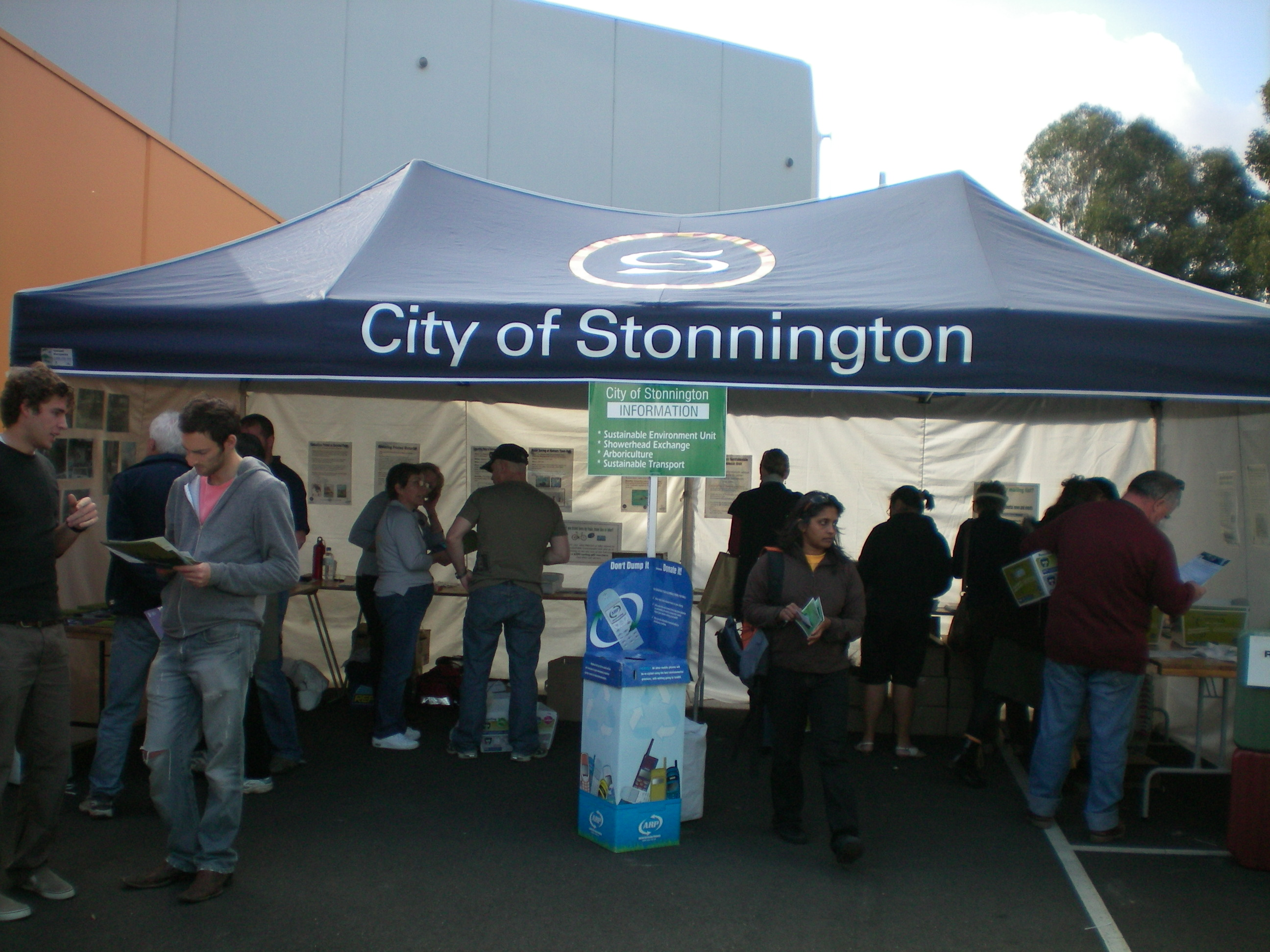
1994年公馆所在地新成立的市决定以公馆的名称被命名为“斯托宁顿市”